# Anton Ludolph von Krosigk
Anton Ludolph von Krosigk (* 10. Dezember 1667 in Merbitz; † 2. Juli 1737 ebenda) war ein königlich-preußischer Oberst und Herr auf Merbitz.

## Leben

### Herkunft
Anton Ludolph von Krosigk stammte aus dem Adelsgeschlecht Krosigk. Er war der jüngste Sohn von Matthias von Krosigk (1616–1697) und Anna Catharina von Krosigk, geborene von Amelunxen (1624–1675). Sein älterer Bruder war Gebhard Friedrich von Krosigk (* 1652, ⚭ Agnes Sibylla von Dieskau). Anton Ludolph erhielt das Stammgut Merbitz.

### Werdegang
Krosigk studierte von 1686 bis 1688 an der Universität Leipzig. Anschließend trat er in den kurfürstlich-brandenburgischen Kriegsdienst ein. 1689 nahm er an der Belagerung von Kaiserswerth und der Belagerung von Bonn teil. 1691 kam er mit dem brandenburgischen Hilfskorps unter dem Kommando von Hans Albrecht von Barfus nach Ungarn und war als Rittmeister in der Schlacht bei Slankamen eingesetzt. Drei Jahre später kämpfte er bei Peterwardein. Es folgten in Ungarn u. a. Kämpfe an der Theiß (1696), bei Tokaj und Grosswardein (1697) und die Schlacht bei Zenta (1697). Er kämpfte im Regiment Bayreuth zu Pferde in dem Spanischen Erbfolgekrieg. 1704 errang er als Major in der Zweiten Schlacht bei Höchstädt mit seinem Bataillon einen Sieg gegen ein französisches Infanterieregiment und eroberte fünf Fahnen, woraufhin er zum Obristlieutenant ernannt wurde. 1709 wurde er Obrist des Dragonerregiments „von Wuthenow“. Mit der Aufstellung Ende April 1717 wurde er Regimentschef des Dragoner-Regiment Nr. 1 und blieb dies bis Ende Februar 1721. Anschließend nahm er Abschied vom Militärdienst und zog sich nach Merbitz zurück.
Anton Ludolph von Krosigk starb am 2. Juli 1737 nach neuntägiger Krankheit im 70. Lebensjahr.

### Familie
Am 31. Oktober 1700 heiratete er Ida Hedwig Charlotta von Lethmate (1686–1753), Tochter von Kaspar Friedrich von Lethmate. Die drei jüngsten Söhne starben früh. Die Tochter Anna Sabrina Christophora von Krosigk († 1740) war mit dem späteren Geheimen Rat und Kanzler Ernst Friedrich von Seckendorff (1727–1799) verheiratet, dem späteren Vater von Gustav Anton von Seckendorff.